# Zachar Jefymenko
Zachar Oleksandrovyč Jefymenko (in ucraino Захар Олександрович Єфименко?; Kramators'k, 3 luglio 1985) è uno scacchista ucraino.
Nel 1999 vinse a Oropesa del Mar il campionato del mondo U14 e nel 2002 ottenne, all'età di 17 anni, il titolo di Grande maestro.
Nel 2006 ha vinto il campionato dell'Ucraina.
Nel 2010 ha vinto l'oro di squadra e l'argento individuale in quarta scacchiera alle olimpiadi di Chanty-Mansijsk.
Altri risultati:
- 2001 :  vince il torneo "Stork Young Masters" di Hengelo e i tornei di Kramators'k e Donec'k;
- 2002 :  =1º con Konstantin Landa nell'open di Fürth;
- 2004 :  vince il torneo di Hastings - B 2003/04 e il torneo di Montréal;
- 2005 :  =1º-5º con Emil Sutovskij, Lewon Aronyan, Kiril Georgiev e Aleksej Širov nell'open Gibtelecom Masters di Gibilterra;
- 2006: secondo dietro a Pentala Harikrishna nel Gyorgy Marx Memorial di Paks.

Ha raggiunto il massimo rating in marzo 2011, con 2708 punti Elo.